# コルベルク級小型巡洋艦
コルベルク級小型巡洋艦（コルベルクきゅう こがたじゅんようかん；ドイツ語:Kleiner Kreuzer der Kolberg-Klasse）はドイツ帝国海軍の1906年-1907年計画により、1910年から1911年にかけて建造された。同型艦は4隻。

## 概要
本級から主機関をすべてタービン機関に統一したが、各艦ごとにタービンの規格を異なるものを採用して比較評価を行った。
また、従来艦に比べ20%艦型も大型化したのに伴い、火力向上のために主砲を新型10.5cm(45口径)単装速射砲を採用し片舷6基計12基を装備した。

## 同型艦
- コルベルク Kolberg - 1919年11月5日除籍後、戦時賠償艦として1920年にフランスへ引き渡され、「コルマール（Colmar）」と改名されたが老朽化のため1929年に解体処分。
- マインツ Mainz - 1914年8月28日ヘルゴラント・バイト海戦で沈没
- ケルン Cöln - 1914年8月28日ヘルゴラント・バイト海戦で沈没
- アウクスブルク Augsburg - 1920年戦時賠償艦として日本へ引き渡され1922年解体処分退役

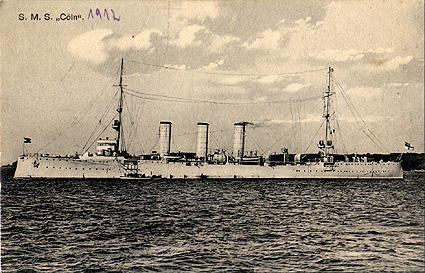
写真はケルン
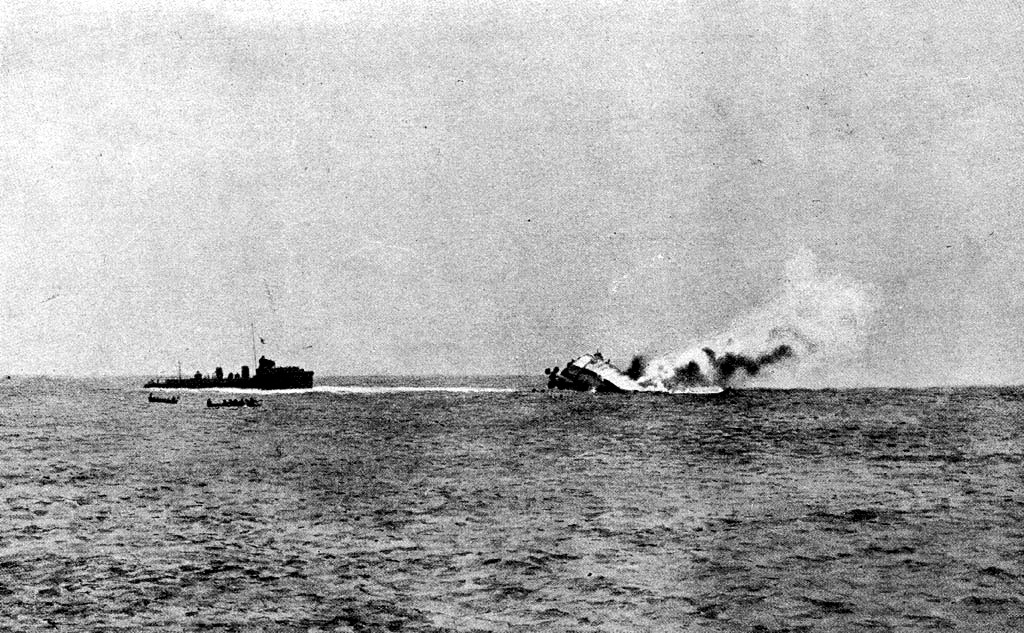
写真はマインツ

## 参考図書
- 「世界の艦船増刊　ドイツ巡洋艦史」(海人社)